# بخش آلتو تتاپیچ
بخش التو تتاپیچ (به اسپانیایی: Alto Tapiche District) یک سکونتگاه مسکونی در پرو است که در منطقه لورتو واقع شده‌است.

## خصوصیات
بخش التو تتاپیچ ۹٬۰۱۳٫۸ کیلومترمربع مساحت و ۱٬۹۰۸ نفر جمعیت دارد و ۱۲۱ متر بالاتر از سطح دریا واقع شده‌است.